# Malick Evouna
Malick Evouna, né le 28 novembre 1992, est un footballeur international gabonais. Il évolue actuellement au poste d'avant-centre dans le club d'Assouan Sporting Club.

## Biographie

### En club
Il est formé au Cercle Mbéri Sportif, à Libreville, au Gabon et passe en équipe A en 2007 ; il y reste cinq ans jusqu’en 2012, date à laquelle il est prêté pour une saison avec option d'achat au CF Mounana (Gabon). Le 19 septembre 2013 il signe un contrat de cinq ans avec le Wydad de Casablanca. Le 23 octobre 2013, à l'occasion du match en retard du Wydad contre le FUS de Rabat, il se fait remarquer en inscrivant en fin de match, en l'espace de quatre minutes, deux buts qui permettent à son équipe gagner sur le score de 2-0. La saison 2014-2015, Malick gagne avec le Wydad le Championnat où il inscrit 16 buts et fut meilleur buteur de ce dernier et un des joueurs étrangers emblématiques dans l'histoire de son club.
En juillet 2016, Evouna signe un contrat de trois ans et demi en faveur du club chinois du Tianjin TEDA. Ce dernier verse à Al Ahly la somme de huit millions de dollars, ce qui fait de l'attaquant gabonais le joueur le plus cher de l'histoire à s'exporter du championnat égyptien.

### En sélection
Depuis le 9 novembre 2012, Evouna est un des joueurs principaux dans l'attaque du Gabon à côté de son coéquipier Pierre-Emerick Aubameyang.
Lors de la dernière journée des qualifications pour la CAN 2015 face au Lesotho il marque un doublé. Le 17 janvier 2015, il inscrit le deuxième but du Gabon contre le Burkina Faso, lors du premier match de son équipe dans la poule A de la CAN 2015.

## Palmarès

### En club
- Wydad de Casablanca
  - Champion du Maroc en 2015

- Al Ahly SC
  - Champion d'Égypte en 2016
  - Vainqueur de la Supercoupe d'Égypte en 2016 (en)

### Distinctions personnelles
- Meilleur buteur du championnat du Gabon en 2013 (avec le CF Mounana)
- Meilleur buteur du championnat du Maroc en 2015 (avec le Wydad Casablanca)